# Tigran Sahakian
Tigran Sahakian (orm. Տիգրան Սահակյան; ur. 8 sierpnia 1985) – ormiański zapaśnik walczący w stylu klasycznym. Zajął 22. miejsce na mistrzostwach Europy w 2008. Dziesiąty w Pucharze Świata w 2011 i jedenasty w 2010 roku.